# Za-Kpota
Za-Kpota es una comuna beninesa perteneciente al departamento de Zou.
En 2013 tiene 132 818 habitantes, de los cuales 26 688 viven en el arrondissement de Za-Kpota.
Se ubica en el centro del departamento.

## Subdivisiones
Comprende los siguientes arrondissements:
- Allahé
- Assalin
- Houngomey
- Kpakpamè
- Kpozoun
- Za-Kpota
- Za-Tanta
- Zèko